# Kazufumi Miyazawa
Kazufumi Miyazawa (宮沢和史, Miyazawa Kazufumi) é um ator, cantor e poeta japonês. Fundou as bandas The Boom e Ganga Zumba, sendo a última criada em parceria com o percussionista Marcos Suzano, juntando os ritmos latinos com os orientais.